# Frösöstörten
Frösöstörten är en störtloppstävling på skidor som delvis genomförs i stadsmiljö. Banan börjar på toppen av Frösöberget, i Gustavsbergsbacken, och fortsätter vidare på gatorna genom centrala Frösön och ner via Kärringbacken vid Storsjöns strand.
Tävlingen genomfördes senast 1990 och skall återupplivas 20 år senare, den 6 mars 2010.
Frösöstörten var tidigare en uppvisningstävling, då den tidens alpina stjärnor passade på att tävla i Östersund i samband med världscuptävlingar i Åre.
Frösöstörten 2010 skall bli en folkfest för hela familjen.

1990 segrade av herrarna Pirmin Zurbriggen , medan Ylva Nowen segrade i sin klass.
2010 segrade hemmaåkaren Fredrik Kingstad i elitklassen.